# Zastupitelstvo Jihomoravského kraje 2008–2012
Zastupitelstvo Jihomoravského kraje 2008–2012 vzešlo z voleb do zastupitelstev krajů, které se uskutečnily proběhly 17. a 18. října 2008.

Rozdělení zastupitelů dle stran
KSČM: 10
ČSSD: 26
KDU-ČSL: 18
ODS: 11

Výsledky voleb byly následující:
| Strana                                                        | Hlasů   | %     | PM | %     |
| ------------------------------------------------------------- | ------- | ----- | -- | ----- |
| Česká strana sociálně demokratická                            | 131 615 | 34,84 | 26 | 40,00 |
| Křesťanská a demokratická unie - Československá strana lidová | 90 254  | 23,89 | 18 | 27,69 |
| Občanská demokratická strana                                  | 60 005  | 15,88 | 11 | 16,92 |
| Komunistická strana Čech a Moravy                             | 54 443  | 14,41 | 10 | 15,38 |
| Strana zelených                                               | 13 761  | 3,64  | –  | –     |
| NEZÁVISLÍ                                                     | 7 163   | 1,89  | –  | –     |
| SNK Evropští demokraté                                        | 5 284   | 1,39  | –  | –     |
| ostatní                                                       |         | <1    | –  | –     |
| celkem (účast 41,05 %)                                        | 377 706 |       | 65 |       |

## 2008
Po volbách se do vedení krajské samosprávy dostala koalice ČSSD a ODS, novým hejtmanem byl zvolen Michal Hašek (ČSSD). Na sklonku roku byla během cvičení ZÓNA 2008 prověřena činnost složek integrovaného záchranného systému a dalších subjektů při řešení simulované radiační havárie v Jaderné elektrárně Dukovany.

## 2009
Nový dotační program SoMoPro (South Moravia Programme for Distinguished Researches) byl slavnostně zahájen 13. května. Klade si za cíl přilákat do regionu špičkové vědce ze zahraničí. Jedná se o zcela unikátní program, který svým zaměřením a rozsahem nemá v České republice obdoby.
Jihomoravský kraj hostil v rámci předsednictví ČR v EU od 31. května do 2. června ministry zemědělství a rybářství Evropské unie v čele s evropskou komisařkou pro zemědělství a rozvoj venkova Mariann Fischerovou Boelovou. Na setkání se řešila například problematika změn systému rozdělování zemědělských dotací nebo otázka společné zemědělské politiky. Neformálního zasedání ministrů zemědělství a rybářství zemí EU se na jižní Moravě zúčastnilo celkem 20 ministrů.
Ve dnech 8. – 10. června navštívil Jihomoravský kraj prezident republiky Václav Klaus. Prezident republiky se v doprovodu hejtmana Michala Haška setkal s představiteli vrcholných justičních orgánů, s rektory vysokých škol, pozdravil se s desítkami zastupitelů a radních v obcích i v sídle kraje. Kromě toho program akcentoval i rozvoj podnikání v regionu.
Jihomoravský kraj vyjednal s Evropskou investiční bankou půjčku do výše dvou miliard korun na spolufinancování rozvojových projektů majících šanci získat dotace Evropské unie.
Ve středu 10. června bylo při slavnostním galavečeru 1. ročníku přehlídky České ručičky v Divadle Reduta slavnostně oceněno zlatou plaketou 21 vítězů soutěží odborných dovedností žáků středních škol z celé ČR. V oborech cukrář a tesař se stali laureáty žáci z jihomoravských středních škol.
Při jednání s vládou o financování ztráty z provozu regionálních železničních tratí a jednáních s Českými drahami se podařilo zajistit dopravní obslužnost celého regionu, ale i 900 milionů korun do obnovy vozového parku. Na Blanensku byly otevřeny dva úseky nových silnic II/374 Ráječko – Spešov a III/36616 Uhřice – Úsobrno.
Rok 2009 byl také rokem významných zahraničních návštěv – na jižní Moravu zavítal lichtenštejnský kníže Hans Adam II. a v závěru září nejvýznamnější zahraniční host – papež Benedikt XVI. Šlo o výjimečnou historickou událost, protože Benedikt XVI. byl prvním papežem, který navštívil brněnskou diecézi. Bohoslužby na letišti v Tuřanech se zúčastnilo více než 120 tisíc poutníků nejen z kraje, ale z celé střední Evropy.

## 2010
Prohlídka nového kampusu Masarykovy univerzity v Brně-Bohunicích byla hlavním bodem návštěvy následníka britského trůnu prince Charlese v jihomoravské metropoli, která se uskutečnila 22. března.
Motocyklový jezdec Karel Abraham a házenkářky z Veselí nad Moravou byli vyhlášeni nejlepšími sportovci Jihomoravského kraje za rok 2009. Premiérové vyhlášení v celkem deseti kategoriích se uskutečnilo 30. března v Městském divadle v Brně.
Začleněním 167 obcí Znojemska a Vysočiny bylo v červenci dokončeno zavedení integrovaného dopravního systému. Jihomoravský kraj jako prvý v republice pokryl jednotným systémem celé území kraje. Kromě všech jihomoravských obcí obsluhuje další šedesátku se stovkou tisíc obyvatel v sousedních krajích, Dolním Rakousku a Slovensku. Do seznamu pravidelných spojů z brněnského letiště přibyly linky z Brna do Zadaru a Bergama, rozšířen byl počet týdenních spojů s Moskvou.
Výrazně do života kraje zasáhly povodně. Jejich rozsah sice nebyl tak velký, ani neměly tak tragické následky jako v minulých letech, musel však být vyhlášen stav nebezpečí. První povodňová vlna zasáhla Jihomoravský kraj v druhé polovině května, další pak počátkem června.
Po červnovém odchodu ODS z dosavadní krajské koalice se podařilo na dosavadní práci plynule navázat v nové koaliční sestavě ČSSD – KDU-ČSL. Jihomoravský kraj zahájil 13. července Týden regionů ČR na Světové výstavě EXPO 2010 v Šanghaji.
Zahájen byl projekt Senior pasů. První senior pasy slavnostně převzali 24. listopadu jejich držitelé v brněnském Besedním domě.
Byly uvedeny do provozu dvě nejnákladnější již dokončené modernizace krajských silnic spolufinancované z fondů EU: II/425 Rajhrad – Židlochovice a II/377 Rájec – Bořitov.

## 2011
Hejtman Michal Hašek 15. února uvedl do funkce ředitelku Krajského úřadu Jihomoravského kraje Věru Vojáčkovou.
Nejlepším sportovcem Jihomoravského kraje za rok 2010 byl 29. března v prostorách Městského divadla v Brně vyhlášen motocyklový závodník Karel Abraham – obhájil tak zisk této prestižní trofeje z loňského premiérového ročníku ankety. V soutěži družstev zvítězily basketbalistky BK Frisco Brno.
Jihomoravský kraj se v květnu představil v Římě. Program 17. května patřil především prezentaci kraje a jednáním na české ambasádě v Římě. Následující den se hejtman Michal Hašek za účasti dalších zástupců JMK zúčastnil na svatopetrském náměstí ve Vatikánu generální audience u papeže Benedikta XVI.
V prostorách Fakulty sportovních studií v Brně-Bohunicích se 17. září uskutečnil premiérový Dětský den Krajského úřadu Jihomoravského kraje.
V roce 2011 učinilo krajské zastupitelstvo klíčová rozhodnutí v optimalizaci středních škol zřizovaných krajem. Výsledkem bylo sloučení 30 středních škol do 15 subjektů. Proces optimalizace přitom probíhá již od vzniku kraje. V průběhu roku 2001 převzal kraj 278 školských příspěvkových organizací, k 1. září 2011 jich zřizoval 209. Počet středních škol se z původních 115 v roce 2001 snížil na stávajících 87; přesto je v průměru čtvrtina kapacit středních škol neobsazená.
Jihomoravští zastupitelé ve stejný den schválili Zásady územního rozvoje Jihomoravského kraje stanovující priority a zásady (pravidla) pro rozvoj a ochranu území kraje, vymezující plochy a koridory záměrů, které svým významem, rozsahem nebo využitím ovlivní území více obcí (tj. záměry nadmístního významu). V polovině roku 2012 tyto zásady zrušil Nejvyšší správní soud.
Do druhé etapy vstoupil program SOMOPRO zaměřený na příchod špičkových vědců do našeho regionu. Program je realizován Jihomoravským krajem prostřednictvím Jihomoravského centra pro mezinárodní mobilitu, z.s.p.o. a na financování tohoto programu se podílí Jihomoravský kraj a Evropská komise prostřednictvím 7. Rámcového programu pro vědu a výzkum Akce Marie Curie.
K dosavadním letům z Brna přibyly linky do Říma a Eindhovenu. Realizována byla první etapa koncepce sítě lůžkových zdravotnických zařízení v jihomoravských nemocnicích. V říjnu byl v Brně otevřen první Senior Point, informační centrum pro seniory.
Ve stejném měsíci byla ve Vranově nad Dyjí slavnostně otevřena zrekonstruovaná silnice II/398 směrem na Onšov. Vyvrcholila tak rekonstrukce silnic v této části Znojemska, na které Jihomoravský kraj od roku 2005 vynaložil 82 milionů korun. Průtah Vranovem nad Dyjí v délce 1,5 km patří mezi devatenáct staveb, které Jihomoravský kraj v roce 2011 zahájil.

## 2012
Zastupitelstvo Jihomoravského kraje na svém zasedání 23. února schválilo realizaci projektu SoMoPro II., který navazuje na již dříve zahájený projekt realizovaný díky finanční pomoci Evropské unie. Jde o cílenou a plánovanou podporu příchodu zahraničních vědců na jižní Moravu.
Díky petiční akci vyhlášené krajem společně se Svazem vinařů, Agrární komorou ČR a představitelů vinařů se podařilo dosáhnout toho, že nebyla zavedena daň na tzv. tiché víno. Zahájeno bylo několik významných staveb – Zámecká jízdárna v Lednici – multifunkční centrum, rozšíření Centra služeb pro seniory v Kyjově či Kompetenční centrum v Kuřimi, které byly dokončeny v následujícím roce. Jihomoravskému kraji bylo poprvé za dobu jeho existence přiděleno ratingové hodnocení – od společnosti Moody’s Investors Service Limited získal národní rating Aa1.cz. Jedná se o druhý stupeň z celkem jednadvacetibodové škály hodnocení, který představuje velmi vysokou schopnost dostát svým splatným závazkům (ve srovnání s ostatními domácími subjekty), nejvyšší, kterého může dosáhnout kraj.
Jihomoravský kraj poprvé udělil titul Mistr tradiční rukodělné výroby, který je od té doby udělován každoročně.
Uskutečnila se druhá etapa koncepce sítě lůžkových zdravotnických zařízení v jihomoravských nemocnicích. Uspořené prostředky zdravotní pojišťovny poskytly ke zkvalitnění péče. Dne 28. srpna byla v budově krajského úřadu v Brně na Žerotínově náměstí otevřena firemní mateřská škola. Obyvatelé jižní Moravy mohli během října 2012 poprvé připomínkovat návrh krajského rozpočtu na následující rok v rámci projektu „Váš kraj, Váš rozpočet“.